# Ogasawara Nagatoki
Ogasawara Nagatoki (小笠原長時?; 9 novembre 1519 – 17 aprile 1583) è stato un samurai giapponese e daimyō del periodo Sengoku che deteneva un discreto potere nel centro-nord della provincia dello Shinano.

Emblema del clan

Discendente di Ogasawara Sadamune, Nagatoki apparteneva al clan Ogasawara. 
Nel 1542 la provincia di Shinano fu invasa da Takeda Shingen, e Nagatoki si alleò con Murakami Yoshikiyo, Suwa Yorishige e Kiso Yoshiyasu con l'intento di fermarlo. Si scontrarono con le forze Takeda nella Battaglia di Sezawa il 9 marzo 1542, e vennero sconfitti. Dopo la sconfitta e la perdita delle sue terre, Nagatoki si alleò con Uesugi Kenshin, il principale avversario dei Takeda. Combatté con Takatō Yoritsugu nel 1545 fallendo la difesa del castello nell'assedio di Takatō. Nagatoki fu sconfitto nuovamente da Shingen qualche anno più tardi, nel 1548 nella Battaglia di Shiojiritōge, in cui fu colto impreparato da un attacco improvviso; molti dei suoi uomini furono uccisi non appena presero le armi e l'armatura. La sua serie di sconfitte continuò negli anni, quando Shingen conquistò numerosi castelli, incluso Fukashi (oggi castello di Matsumoto), nell'Assedio di Fukashi. Dopo questo smacco Nagatoki si ritirò a Kyoto dove insegnò equitazione e tiro con l'arco fino al suo assassinio nel 1583. 
Ebbe tre figli, Ogasawara Sadayoshi, Ogasawara Nagataka, Ogasawara Sadatsugu. I suoi eredi divennero servitori di Tokugawa Ieyasu e riuscirono a riconquistare le terre del padre.
Divennero daimyō nel periodo Edo, in particolare come governatori del dominio Kokura.